# Абу-Рудайс – Абу-Зеніма
Абу-Рудайс – Абу-Зеніма – газопровід на західному узбережжі Синайського півострова.
З 1985-го на заході Синаю почав роботу газопереробний завод Абу-Рудайс. Товарний газ з нього видали по трубопроводу завдовжки 55 км з діаметром 250 мм, який прямував у північному напрямку до гірничозбагачувального комбінату Абу-Зенема.
В 1994-му від двадцять шостого кілометра траси Абу-Рудайс – Абу-Зеніма проклали перемичку до платформи офшорного родовища Октобер, що дозволило організувати поставки продукції ГПЗ Абу-Рудайс на протилежну сторону Суецької затоки (газопровід Абу-Рудайс – Рас-Бакр).